# 土岐市立肥田中学校
土岐市立肥田中学校（ときしりつ ひだちゅうがっこう）は、岐阜県土岐市にある公立中学校。

## 沿革
- 1947年（昭和22年）4月 - 土岐郡肥田村に肥田村立肥田中学校として開校。肥田小学校の校舎の一部を仮校舎とする。
- 1948年（昭和23年）7月 - 新築移転。
- 1955年（昭和30年）2月1日 - 泉町、鶴里村、駄知町、下石町、妻木町、土岐津町、肥田村、曽木村が合併し土岐市が発足。同時に土岐市立肥田中学校に改称する。
- 1960年（昭和35年） - 校舎を増築[注釈 1]。
- 1976年（昭和51年）3月6日 - 火災により校舎の一部を焼失する。
- 1985年（昭和60年） - 校舎（鉄筋コンクリート造）が完成。
- 1993年（平成5年） - 体育館が完成。

## 通学区域[1]
- 肥田町（肥田字杉焼の一部を除く）
- 肥田浅野梅ノ木町
- 肥田浅野笠神町
- 肥田浅野朝日町
- 肥田浅野矢落町
- 肥田浅野双葉町
- 肥田浅野元町

## 進学前小学校
- 肥田小学校